# Valerij Ogorodnikov
Valerij Ogorodnikov (russisk: Вале́рий Генна́дьевич Огоро́дников) (født 1. november 1951 i Nizjnij Tagil i Sovjetunionen, død 1. juli 2006 i Sankt Petersborg i Rusland) var en russisk filminstruktør, manuskriptforfatter og skuespiller.

## Filmografi
- Barak (Барак, 1999)[2][3]